# Bizarre Love Triangle
Singles par
State of the Nation
(1986) True Faith
(1987)
Bizarre Love Triangle est un single de New Order, publié en 1986, extrait de l'album Brotherhood.

## Production
La mélodie est pop tandis que la production est électronique, l'ensemble étant porté par les lignes de basse de Peter Hook.
On identifie notamment le orchestra hit issu d’un Fairlight CMI.
Bizarre Love Triangle est remixé en version encore plus electro par Shep Pettibone pour la version maxi-single. Cette chanson à la fois dansante et élégiaque devient très vite l'un des morceaux fétiches des fans et le groupe la joue systématiquement en concert depuis vingt ans. Fidèle à leur humour britannique, le groupe intitule ce titre Bizarre Love Triangle, dont les initiales sont BLT, expression très connue en Grande-Bretagne qui désigne un sandwich Bacon-Lettuce-Tomato. 
Malgré le succès auprès des fans, le grand public ne suivra pas en Angleterre, puisque Bizarre Love Triangle n'atteindra que la 56e place des charts ; ce titre connaît par contre un grand succès en Australie et Nouvelle-Zélande ainsi que dans les classements dance américains.
En 2013, la chanson occupe la 204e place dans les 500 plus grandes chansons de tous les temps selon Rolling Stone.

## Classements
| Classement (1986–1987)           | Meilleure position |
| -------------------------------- | ------------------ |
| Australie (Kent Music Report)    | 5                  |
| Canada (Top Singles)             | 51                 |
| Irlande (IRMA)                   | 25                 |
| Nouvelle-Zélande (RMNZ)          | 19                 |
| Royaume-Uni (UK Singles Chart)   | 56                 |
| États-Unis (Dance Club Songs)    | 4                  |
| États-Unis (Dance Singles Sales) | 8                  |

| Classement (1994)    | Meilleure position |
| -------------------- | ------------------ |
| Canada (Top Singles) | 53                 |

| Classement (1995)    | Meilleure position |
| -------------------- | ------------------ |
| États-Unis (Hot 100) | 98                 |